# ОШ „Петар Кочић” Кравица
ОШ „Петар Кочић” је једна од основних школа на подручју општине Братунац. Налази се на адреси Кравица бб, у Кравици. Име је добила по Петру Кочићу српском књижевнику и политичару. Сматра се једним од првих писаца модерне у српској књижевности, али и личношћу која је својим животом и политичком делатношћу постала узор различитим политичким струјама у потоњој историји српског народа.

## Историјат
Упркос султановој забрани из 1872. да се не смију подизати школе у Босни и Херцеговини, већ само богомоље, народ овог краја почео је зидати објекат у Кравици 1875, с намјером да у њему отвори школу. На спрату тог објекта била је велика просторија намијењена ученицима, а у приземљу су били дућан и стан за учитеља. Група имућних људи је, о свом трошку, школовала учитеља Васу Петковића и 1878. отворена је прва школа на овом подручју. Поред мјештана, школу су похађала дјеца са подручја Братунца, Сребренице и Власенице. Нова школска зграда изграђена је 1904, а 1957. на њу је дозидан спрат. То је била комунална школа, коју је похађало 60 ученика. У Другом свјетском рату школа није радила. Поново је отворена 1946, а похађало ју је 88 ученика. Школске 1957/1958. прерасла је у шестогодишњу, а 1960/1961. у пуну осмогодишњу школу, са 286 ученика. Школске 1978/1979. године похађало ју је око 1.400 ученика. Тада је отворена подручна школа у Коњевић Пољу, у коју је прешао знатан број ученика. Школа у Кравици је 1991. имала 260 ученика и 15 наставника. Није радила 1992–1997, а када је поново отворена имала је 145 ученика у Кравици и 30 у Коњевић Пољу. Школске 2008/2009. године имала је 288 ученика и 35 наставника, а 2021/2022. – 102 ученика, 28 наставника и по једног вјероучитеља православне и исламске вјеронауке. У саставу централне ОШ „Петар Кочић“ биле су (2022) деветогодишња школа у Коњевић Пољу и петогодишња у селу Побуђе (отворена 2005). Школа има спортску салу и спортске терене. Школска библиотека има око 4.300 књига